# Grand-duc de Magellanie
Bubo magellanicus
Espèce
Synonymes
- Strix magellanicus Lesson, 1828
(protonyme)
- Asio magellanicus (Lesson, 1828)

Statut de conservation UICN

 LC  : Préoccupation mineure
Statut CITES
Le Grand-duc de Magellanie ou  Grand-duc de Magellan (Bubo magellanicus) est une espèce d'oiseaux de la famille des Strigidae.

## Répartition
Cette espèce vit en Amérique du Sud.

## Taxinomie
La première mention de cette espèce se trouve dans l'Histoire naturelle de Buffon (via Louis Jean-Marie Daubenton), mais le spécimen n'est pas jugé suffisamment différent du Hibou grand-duc (B. bubo) pour en faire une espèce distincte. Johann Friedrich Gmelin l'évoque également en 1788, mais René Primevère Lesson est l'auteur reconnu, en citant et décrivant le « Hibou des terres magellaniques (Strix magellanicus Gm.) » dans son Manuel d'Ornithologie en 1828.